# 徐东站
徐东站位于中华人民共和国湖北省武汉市武昌区，是武汉地铁8号线的地铁车站。

## 車站结构

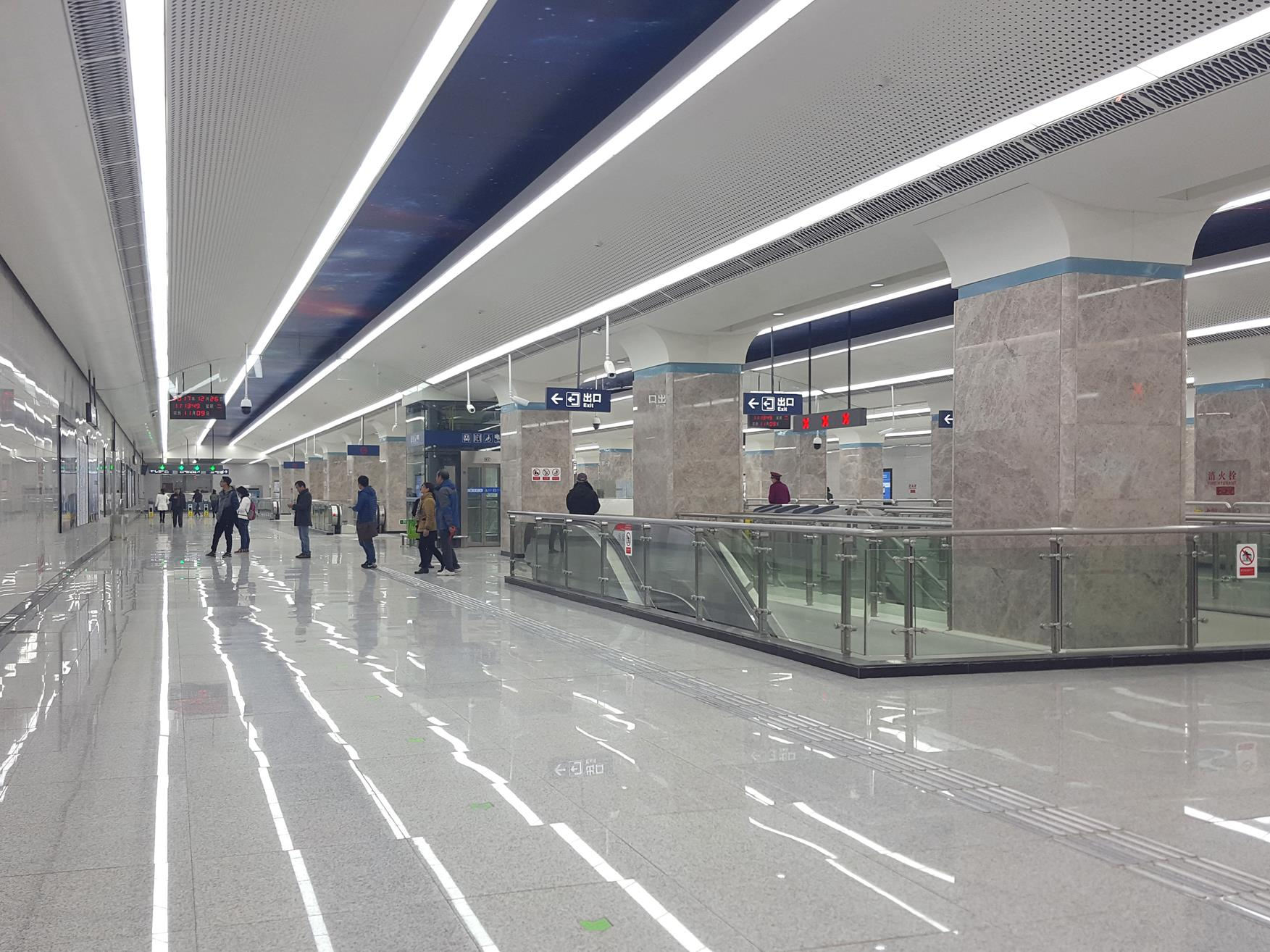
站廳層

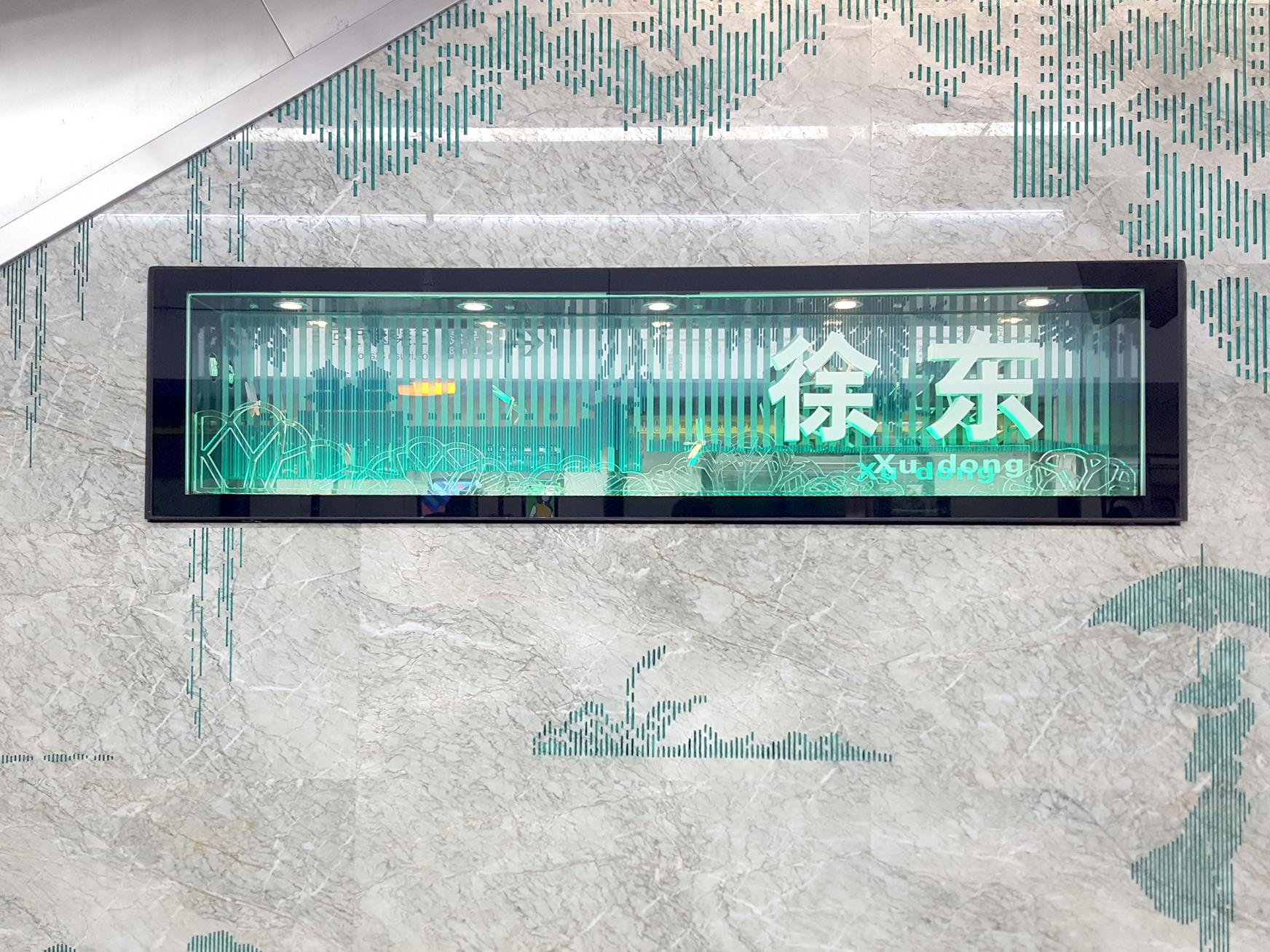
立體站名

车站位于友谊大道与徐东大街交叉路口以东，沿徐东大街的南侧布置，车站为地下两层岛式站台车站，车站总长273.77m，标准段宽21.1m，车站共设4个出入口和3组风亭。

### 楼层分布
| 地面     | 地面                       | 出入口                               |  |  |
| 地下一层 | 站厅                       | 售票机、客服中心、武漢通充值、洗手間 |  |  |
| 地下二层 |                            | █ 8号线 往金潭路（下一站：徐家棚）   |  |  |
|          | 岛式站台，左侧车门将会打开 |                                      |  |  |
|          |                            | █ 8号线 往军运村（下一站：汪家墩）   |  |  |

### 車站出口
|                                                 |      |      |                                                     |
| 出口編號                                        | 設施 | 照片 | 建議前往的目的地                                    |
| A                                               |      |      | 徐東大街 銷品茂、福客茂                             |
| B                                               |      |      | 徐東大街 宏昌路、徐東古玩城、團結名居．桔園         |
| C                                               |      |      | 徐東大街 徐東一路、徐東二路、華天大酒店、歐洲花園   |
| D                                               |      |      | 徐東大街 徐東一路、徐東村小區、時尚歐洲、金銀島花園 |
| 注： 設有升降機 \| 設有輪椅升降台 \| 設有洗手間 |      |      |                                                     |

### 内部链接
- 武汉地铁车站列表